# Landgericht Grönenbach

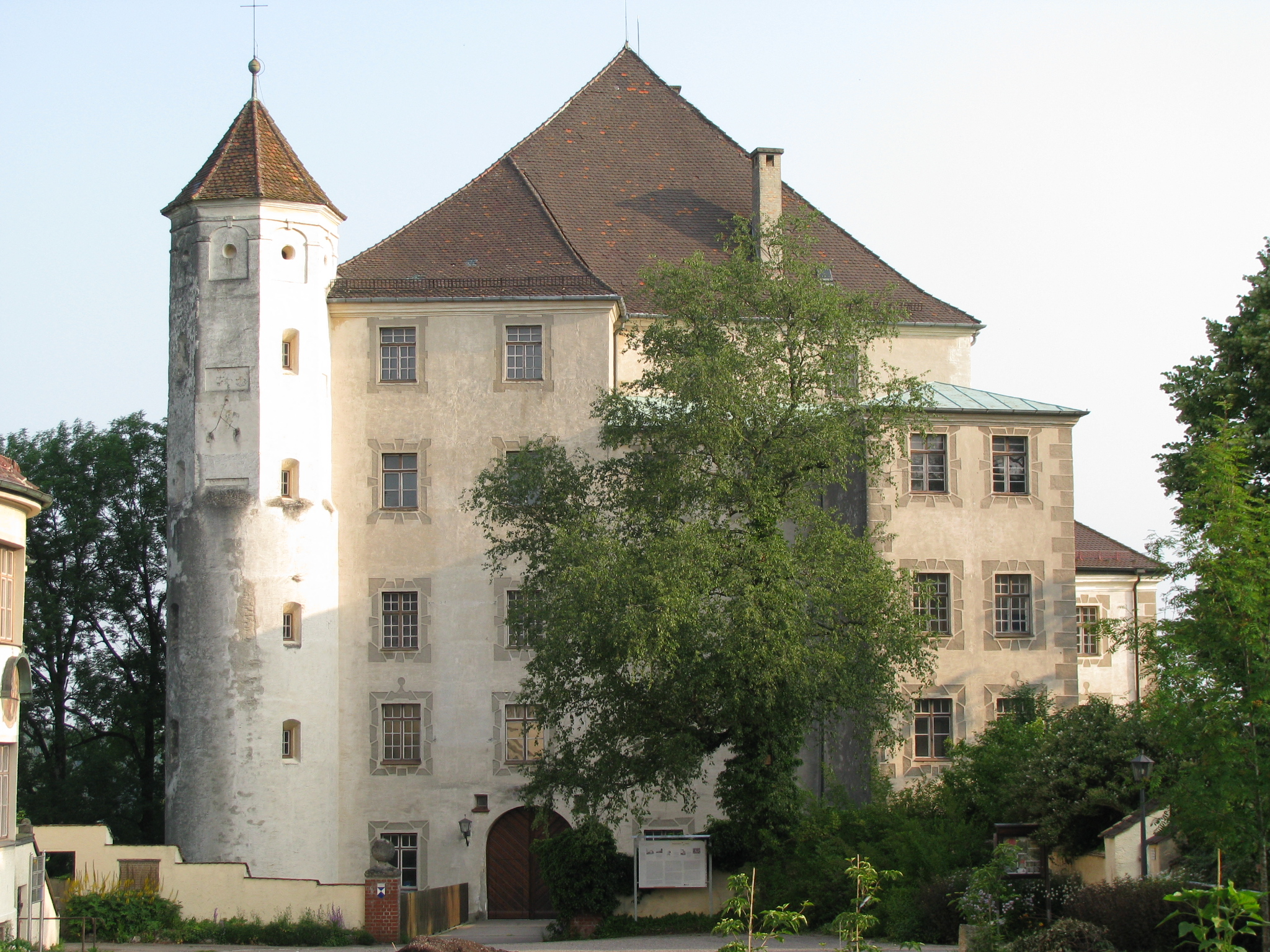
Hohes Schloss in Bad Grönenbach, Amtsgebäude des Landgerichts

Das Landgericht Grönenbach war ein von 1804 bis 1879 bestehendes bayerisches Landgericht älterer Ordnung mit Sitz in Grönenbach im heutigen Landkreis Unterallgäu. Die Landgerichte waren im Königreich Bayern Gerichts- und Verwaltungsbehörden, die 1862 in administrativer Hinsicht von den Bezirksämtern und 1879 in juristischer Hinsicht von den Amtsgerichten abgelöst wurden.

## Geschichte
Im Jahre 1804 wurde im Verlauf der Verwaltungsneugliederung Bayerns das Landgericht Grönenbach errichtet. Dieses kam zum neu gegründeten Illerkreis mit der Hauptstadt Kempten. Seit dessen Auflösung 1817 gehörte es zum Oberdonaukreis, dem späteren Schwaben. 
Bei der Auflösung 1879 traten zum Amtsgericht Kempten:
Die Gemeinden Altusried, Dietmannsried, Frauenzell, Kimratshofen, Muthmannshofen, Probstried, Reicholzried, Schrattenbach und Überbach und zum Amtsgericht Memmingen die Gemeinden Grönenbach, Kronburg, Lautrach, Legau, Steinbach und Zell.

## Amtsgebäude
Das Landgericht Grönenbach war im Hohen Schloss in Bad Grönenbach untergebracht.